# Amiran Djanashvili
Amiran Djanashvili (Tbilisi, 1962) is een Georgisch-Nederlands beeldhouwer.

## Leven en werk
Amiran Djanashvili ging op zijn zevende naar een Bijzondere School voor de Kunsten in Tbilisi. Van 1981 tot 1987 studeerde hij aan de faculteit beeldhouwen van de Nationale Academie voor Schone Kunsten. Sinds 1991 woont hij in Nederland, aanvankelijk in Zeeland, sinds 1993 in Utrecht. Vanaf 2007 werkt hij in Atelier Manenburg.
Hij werkt in steen, hout en brons. Compositie en vorm zijn belangrijke elementen in zijn werk: “the sculpture must not have an obvious "facade" but should be interesting from all sides”. Hij heeft in diverse landen geëxposeerd. Zijn beelden zijn verkocht in Japan, Amerika, Israël, de voormalige Sovjet-Unie en Nederland.

## Werken in de openbare ruimte (selectie)
- Pelgrim (2002), Jacob Gasthuissteeg, Utrecht
- Plaquette Prof. Mr. W.L.P.A. Molengraaff (2004), Nobelstraat, Utrecht (uitvoering naar een ontwerp van Jeroen Hermkens)
- Kluizenares Alyt Ponciaens (2012), Jacobskerkhof (aan de buitenkant van de Jacobikerk), Utrecht (in samenwerking met Dick Aerts)
- Lantaarnconsole met de beeltenis van koning Willem-Alexander (2013), Oudegracht (bij de Zoutmarkt), Utrecht
- Sjofar, deel van het Joods monument (2015), Johan van Oldenbarneveltlaan, Utrecht[2]

## Fotogalerij

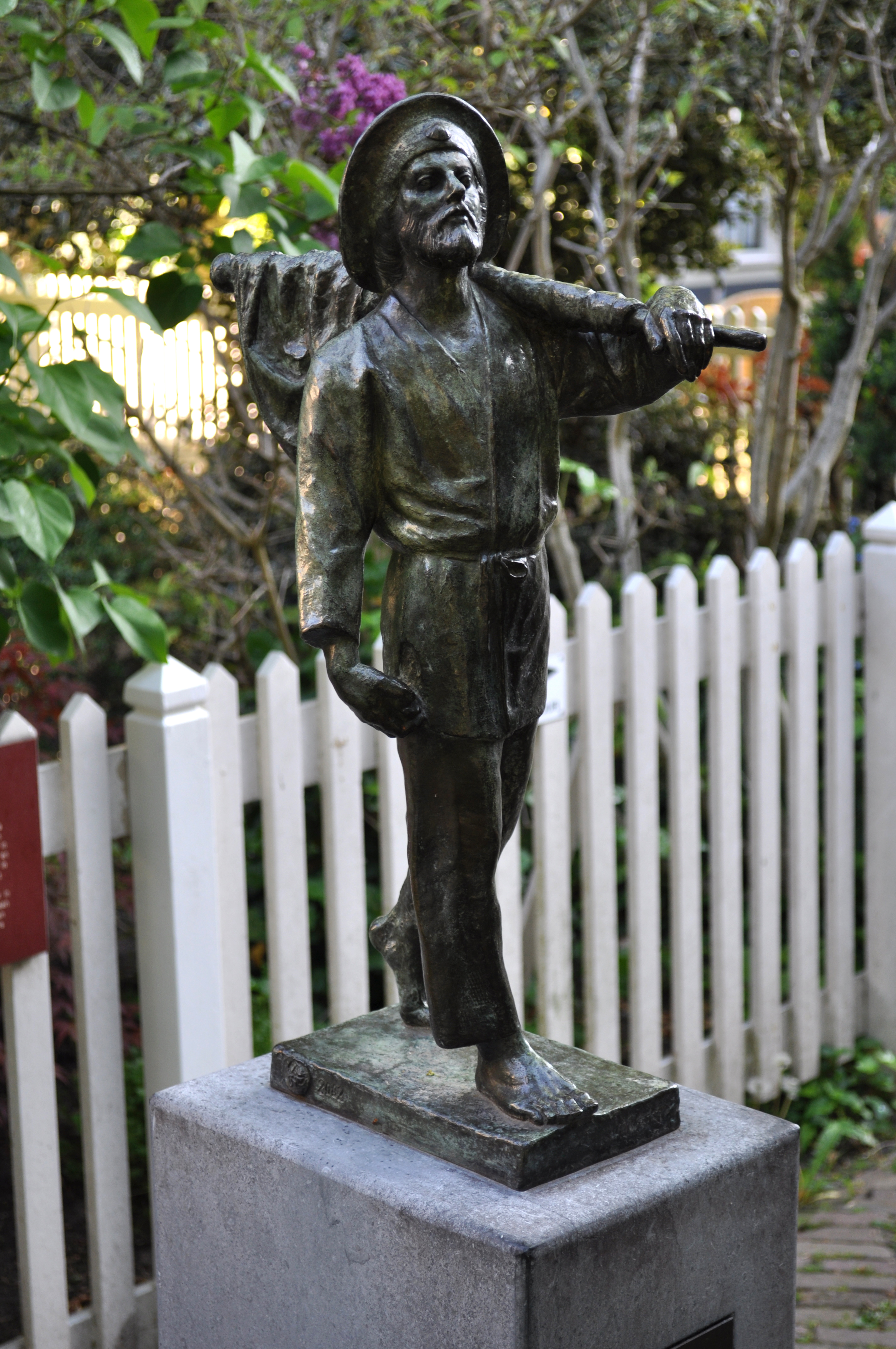
Pelgrim (2002)
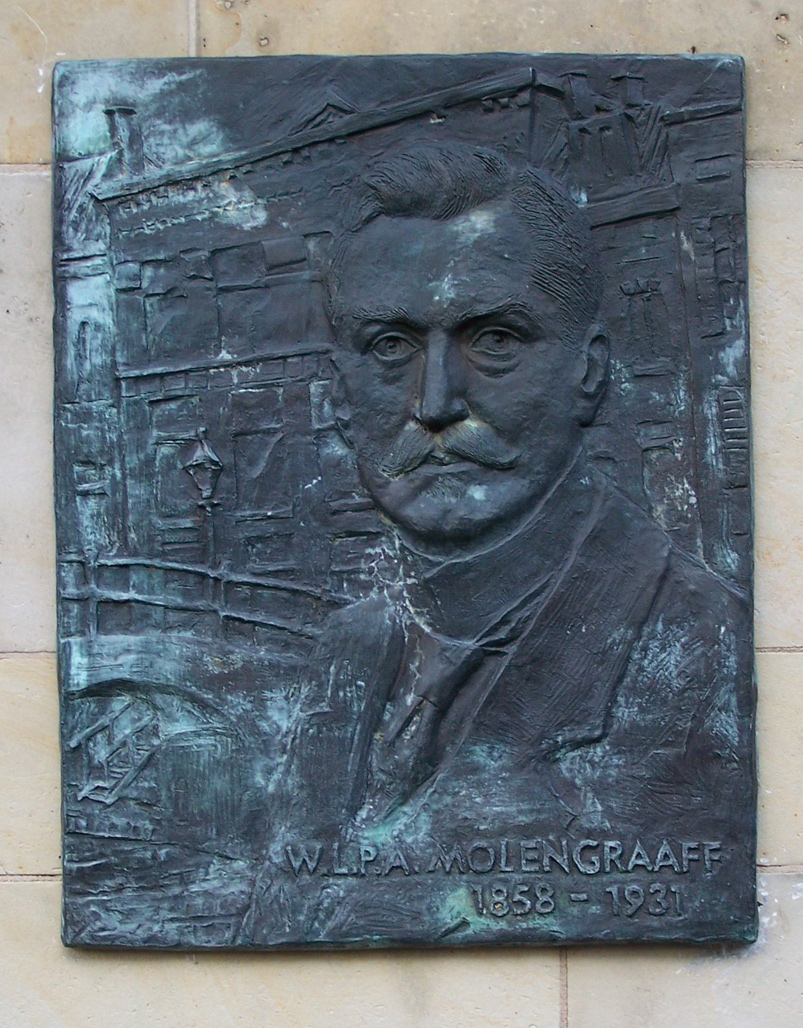
Prof. Mr. W.L.P.A. Molengraaff (2004)
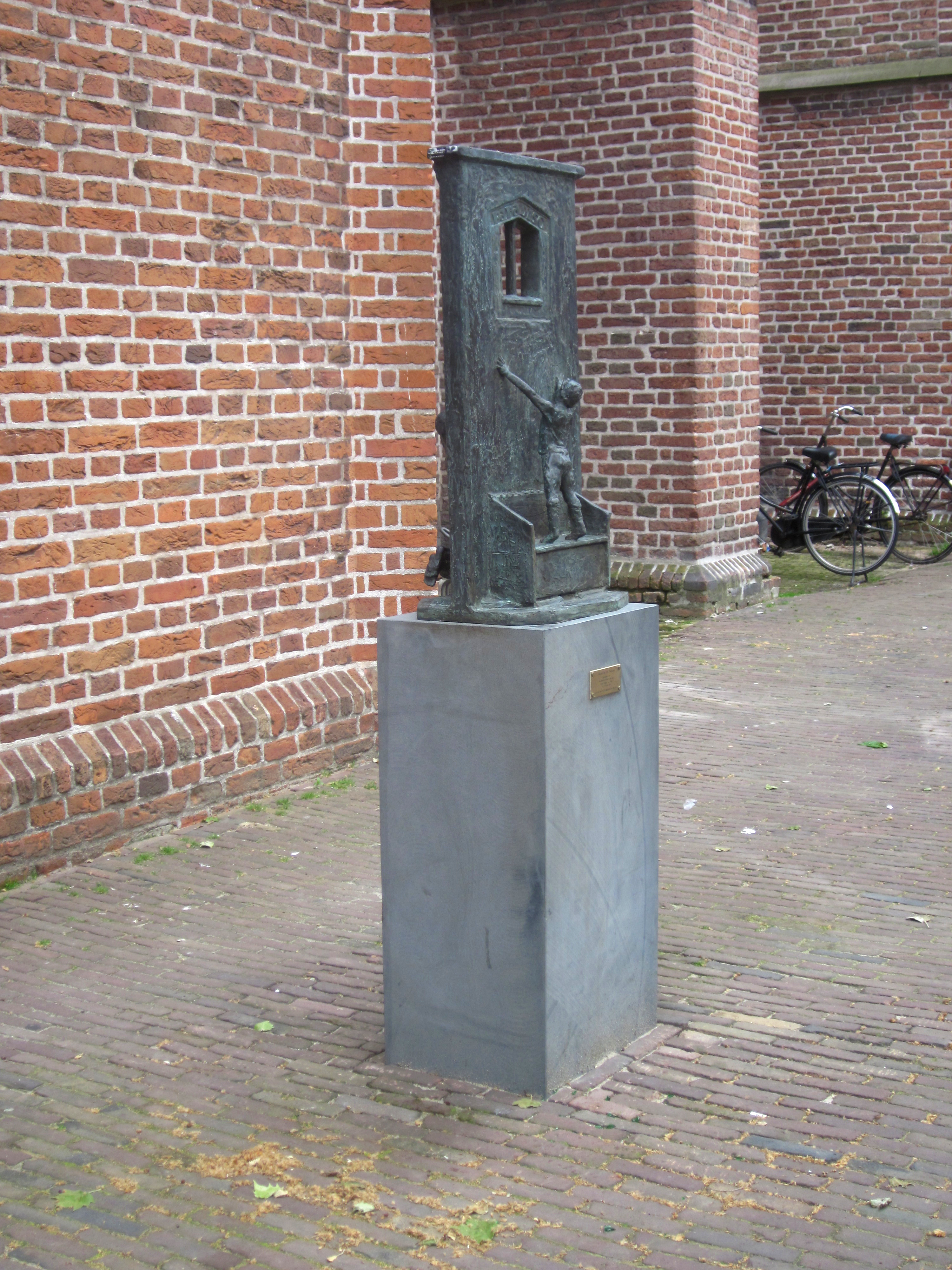
Kluizenares Alyt Ponciaens (21012)
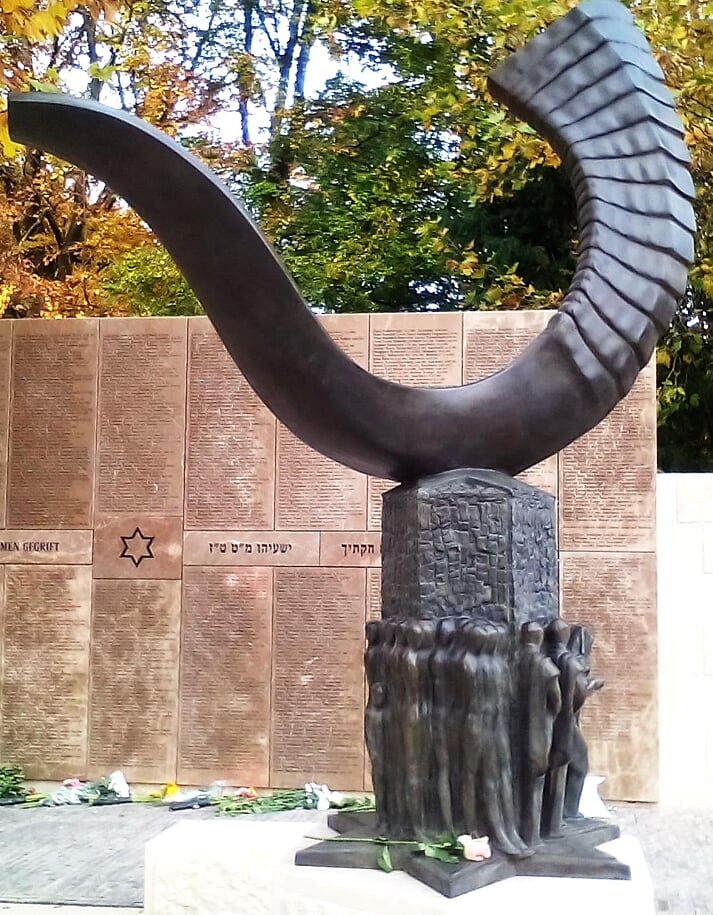
Sjofar, deel van het Joods monument (2015)